# 陳則
陳則，字文度，南直隶蘇州府崑山（今江蘇昆山市）人，明朝政治人物。
擅长诗歌作文，因賦紫菊詩为知名，被人称为“陳紫菊”，为高啟北郭十友之一。洪武年间，乡试中举，后官至大同府知府。